# Jacques de Bourbon Busset
Jacques de Bourbon Busset, eigentlich Jacques Louis Robert Marie de Bourbon, Comte de Busset (* 27. April 1912 in Paris; † 7. Mai 2001 ebenda) war ein französischer Schriftsteller und Diplomat.

## Leben
Bourbon Busset war ein Nachkomme der Barone de Busset; mit dem Haus Bourbon war er patrilinearitär verbunden. Sein Vater war François de Bourbon Busset (1875–1954), seine Mutter Guillemette de Colbert-Chabanair (1885–1944).
Seine Schulzeit absolvierte Bourbon Busset am Lycée Henri IV und wechselte 1932 an die ENS seiner Heimatstadt. Anschließend bekam er eine Anstellung im Außenministerium, wo er während des gesamten Zweiten Weltkriegs arbeitete.
Von den deutschen Besatzern wurde er verhaftet und nach Deutschland deportiert. Durch seine erfolgreiche Flucht wurde General Charles de Gaulle auf ihn aufmerksam. Im August 1944 berief er Bourbon Busset zum  Präsidenten des französischen Roten Kreuz. Während dieser Zeit heiratete er Laurence Ballande († 1984) und hatte mit ihr einen Sohn, Charles de Bourbon Busset (* 1945).
1948 holte Robert Schuman Bourbon Busset in sein Kabinett. Später, zwischen 1956 und 1965, fungierte er als Bürgermeister von Ballancourt-sur-Essonne, Département Essonne. Nahe bei Ballancourt findet sich auch das Château de Saussay, wo die Familie bis heute ihren Wohnsitz hat.
1981 berief die Académie française Bourbon Busset als Mitglied. Am 4. Juli wurde er als Nachfolger des verstorbenen Schriftstellers Maurice Genevoix auf den Fauteuil 34 gewählt.
Elf Tage nach seinem 89. Geburtstag starb Jacques de Bourbon Busset am 7. Mai 2001 in Paris.

## Ehrungen
- 1957 Grand Prix du Roman für Le silence et la joie
- 1959 Großes Silbernes Ehrenzeichen für Verdienste um die Republik Österreich[2]
- 1976 Grand prix catholique de littérature für Au vent de la meémoire
- 1980 Prix de Marcel Proust für Les choses simples.

## Werke (Auswahl)

### Autor
Biographien
- Mazarin. Hachette, Paris 1959 (zusammen mit Henri Mongrédien).
- Alexandre le grand. Hachette, Paris 1962 (zusammen mit Jacques Benoîst-Méchin und Jules Romains).

Erzählungen
- Ich, Cäsar. Erzählung („Moi, César“). Scheffler, Frankfurt/M. 1960.
- Les Aveux infidèles. Gallimard, Paris 1962 (Folio; 268).
- Fugue à deux voix. Gallimard, Paris 1959.
- La nuit de Salernes. Gallimard, Paris 1965.

Romane
- Le berger des nuages. Roman. Gallimard, Paris 1982, ISBN 978-2-07-024543-7.
- Confession de Don Juan. Albin Michel, Paris 1987, ISBN 978-2-226-03104-4.

Sachbücher
- Paul Valéry ou le mystique sans dieu. Plon, Paris 1964.
- Homme et Femme, il les créa. Fayard, Paris 1969 (Je sais, je crois; 149).

Tagebücher
- Journal. Gallimard, Paris 1966/1985

1. La nature est un talisman. 1966.
2. Les arbres et les jours. 1967.
3. L'amour durable. 1969.
4. Comme le diamant. 1971.
5. Complices. 1974.
6. Au vent de la mémoire. 1976.
7. Tu ne mourras pas. 1978, ISBN 2-07-029748-9.
8. Les choses simples. 1980, ISBN 2-07-018594-X
9. La force des jours. 1981, ISBN 2-07-027875-1.
10. Bien plus qu'aux premiers jours. 1985, ISBN 2-07-070288-X.

### Herausgeber
- L'Encyclopédie française, Bd. 11. SNEF, Paris 1957.
- Foi jurée, esprit libre. Desclée de Brouwer, Paris 1992, ISBN 2-220-03256-6.